# Zapouzdření (programování)
Zapouzdření může být vysvětleno jako zabalení dat a metod do jedné komponenty. Funkce zapouzdření jsou dostupné skrze třídy ve většině objektově orientovaných programovacích jazyků. Zapouzdření rovněž umožňuje ukrytí atributů a metod v objektu pomocí stavby nepropustné zdi, která brání kód proti nechtěným změnám.
V programovacích jazycích je zapouzdření přirovnáváno k jednomu z dvou pojmů a někdy i jejich kombinací, tedy:
- Nástroj programovacího jazyka, který je určen pro znepřístupnění jistých komponent objektů.[3][4]
- Konstrukce jazyka, která váže data s metodami, které pracují nad danými daty.[5][6]

Někteří experti na programovací jazyky (akademici a výzkumníci) používají první význam samostatně a nebo v kombinaci s druhým jako rozlišovací rys objektově orientovaného programování, zatímco jiní vidí zapouzdření (v jazycích, které poskytují lexikální uzávěry) jako vlastnost jazyka, která poskytuje převod ortogonální orientace na objektovou. Druhá definice je motivována faktem, že v mnohých objektově orientovaných jazycích není ukrývání komponent automatické nebo se dá přepsat, proto je tedy ukrývání informací definováno jako separátní pojem pro ty, kteří preferují druhou definici.

## Zapouzdření jako metoda pro ukrývání informací
Zapouzdření může být využito k ukrytí členského atributu či členské metody. Pod touto definicí, zapouzdření znamená, že interní reprezentace objektu je většinou ukrytá před vnější definicí objektu. Typicky pouze vlastní metody objektu mohou přímo nahlížet a manipulovat s členskými atributy. Některé jazyky, jako například Smalltalk a Ruby, povolují přístup pouze skrz metody, ale většina ostatních (jako je C++, C# nebo Java), nabízí programátorům určitý stupeň kontroly nad tím, co by mělo být skryté a co ne. V tomto případě se typicky využívá klíčových slov public a private. Je důležité zmínit, že ISO C++ standardy specifikují tato klíčová slova (protected, private a public) jako přístupové specifikátory a že jako samotné neukrývají žádné informace. Ukrytí informací je docíleno za pomoci kompilované verze zdrojového kódu, který je propojen skrz hlavičkový soubor.
Ukrytí jakýkoliv interních informací objektu chrání jeho integritu proti uživatelům tak, aby je nebylo možné nastavit do invalidního či nekonzistentního stavu. Předpokládaná výhoda zapouzdření je ve zmenšení složitosti systému a tedy ve zvýšení robustnosti.
Jako skoro všude a vždy zde existuje cesta, jak zapouzdření obejít - obvykle skrz reflexní API (Ruby, Java, C# a další), někdy ale i skrz mechanismy mandlování (Python) či skrz speciální klíčová slova jako friend v C++.
Následuje ukázka v jazyce C#, která ukazuje, jakým způsobem se dá zakázat přístup k datovým polím pomocí využití klíčového slova private:
```
class
 
Program
 
{

	
public
 
class
 
Ucet
 
{

		
private
 
decimal
 
zustatek
 
=
 
500.00
m
;

 

		
public
 
decimal
 
ZjistitZustatek
()
 
{

			
return
 
zustatek
;

		
}

	
}

 

	
static
 
void
 
Main
()
 
{

		
Ucet
 
mujUcet
 
=
 
new
 
Ucet
();

		
decimal
 
mujZustatek
 
=
 
mujUcet
.
ZjistitZustatek
();

 

		
/* Metoda Main může zjistit zůstatek na účtě skrz veřejnou (public)

 metodu "ZjistitZustatek", kterou poskytuje samotná třída "Ucet",

 ale současně nemůže manipulovat přímo s hodnotou "zustatek" */

	
}

}

```

Následuje ukázka v jazyce Java:
```
public
 
class
 
Zamestnanec
 
{

    
private
 
BigDecimal
 
mzda
 
=
 
new
 
BigDecimal
(
50000.00
);

 

    
public
 
BigDecimal
 
vratMzdu
()
 
{

        
return
 
mzda
;

    
}

 

    
public
 
static
 
void
 
main
()
 
{

        
Zamestnanec
 
e
 
=
 
new
 
Zamestnanec
();

        
BigDecimal
 
mzda
 
=
 
e
.
vratMzdu
();

    
}

}

```

Následuje ukázka v jazyce PHP:
```
class
 
Ucet

{

    
/**

     * Kolik peněz máme momentálně na účtě

     *

     * @var float

     */

    
private
 
$zustatek
;

 
    
/**

     * @param float $currentAccountBalance Konstruktor třídy účet

     */

    
public
 
function
 
__construct
(
$aktualniZustatek
)

    
{

        
$this
->
zustatek
 
=
 
$aktualniZustatek
;

    
}

 
    
/**

     * Poslat obnos na účet

     *

     * @param float $kolik 

     *

     * @return void

     */

    
public
 
function
 
pridat
(
$kolik
)

    
{

        
$this
->
zustatek
 
+=
 
$kolik
;

    
}

 
    
/**

     * Vybrat peníze z účtu

     *

     * @param float $kolik

     *

     * @throws Exception

     * @return void

     */

    
public
 
function
 
vybrat
(
$kolik
)

    
{

        
if
 
(
$this
->
zustatek
 
<
 
$kolik
)
 
{

            
throw
 
new
 
Exception
(
'Nelze vybrat $'
 
.
 
$kolik
 
.
 
' z tohoto účtu, protože zůstatek je pouze $'
 
.
 
$this
->
zustatek
);

        
}

        
$this
->
zustatek
 
-=
 
$kolik
;

    
}

 
    
/**

     * Vrátit aktuální zůstatek

     *

     * @return float

     */

    
public
 
function
 
vratZustatek
()

    
{

        
return
 
$this
->
zustatek
;

    
}

}

 

// Vytvoří nový účet se zůstatkem $500.00

$mujUcet
 
=
 
new
 
Ucet
(
500.00
);

 

// Pošleme na účet $10.24

$myAccount
->
pridat
(
10.24
);

// Odebereme $4.45

$myAccount
->
vybrat
(
4.45
);

 

// Současný zůstatek

$aktualniZustatek
 
=
 
$mujUcet
->
vratZustatek
();

echo
 
'Zustatek na mem ucte: $'
 
.
 
$aktualniZustatek
;
 
// 505.79

 

// Kód zabraňuje rovněž vybírání více, než máme v daném účtě

$mujUcet
->
vybrat
(
600.00
);
 
// Vyhodí výjimku

```

Zapouzdření je rovněž možné využívat ve starších jazycích, které nejsou objektově orientované. Například v C – struktura může být deklarována ve veřejně přístupné části (hlavičkový soubor) pro množinu funkcí, které operují nad danými daty, které obsahují členské proměnné, které nejsou přístupné klientům skrz hlavičku:
```
// Hlavička "api.h"

 

struct
 
Entity
;
 
// Neprůhledná struktura, která má ukryté členské proměnné

 

// Hlavičkové funkce, které operují nad strukturou Entity a jejími členy

extern
 
struct
 
Entity
 
*
 
open_entity
(
int
 
id
);

extern
 
int
 
process_entity
(
struct
 
Entity
 
*
info
);

extern
 
void
 
close_entity
(
struct
 
Entity
 
*
info
);

```

Klient pak volá hlavičkové funkce k alokování, provádění operací a dealokování struktur typu „Entity“. Obsah tohoto typu je znám a přístupný pouze implementovaným hlavičkovým funkcím. Klienti nemohou k tomuto obsahu přímo přistoupit. Následuje zdrojový kód pro funkce, které definují vlastní obsah již zmíněné struktury:
```
// Implementace "api.c"

 

#
include
 
"api.h"

 

// Kompletní definice struktury "Entity"

struct
 
Entity
 
{

    
int
     
ent_id
;
         
// ID

    
char
    
ent_name
[
20
];
   
// název

    
...
 
a
 
další
 
členy
 
...

};

 

// implementace hlavičkových funkcí

struct
 
Entity
 
*
 
open_entity
(
int
 
id
)

{
 
...
 
}

 

int
 
process_entity
(
struct
 
Entity
 
*
info
)

{
 
...
 
}

 

void
 
close_entity
(
struct
 
Entity
 
*
info
)

{
 
...
 
}

```

## Historický význam
Význam zapouzdření může být shrnut na následující: redukce kolizí mezi stejně pojmenovanými atributy a zabalení příbuzných metod a atributů do jedné třídy. Tento model pomáhá udržovat zdrojový kód o stovkách či tisícech řádcích kódu čitelnější a jednodušší na porozumění a práci s ním.

## Obecná definice
Zapouzdření je obecně jedna ze 4 základních vlastností objektově orientovaného programování. Zapouzdření spočívá ve sdružování dat s metodami, které pracují na daným datech. Zapouzdření je využíváno jako mechanismus ukrývání hodnot či stavů strukturovaných dat objektu uvnitř třídy, který zamezuje neautorizovaným subjektům k přímému přístupu k daným atributům. Obvykle jsou přístupné pouze veřejně dostupné metody dané třídy (tzv. „getry“ a „setry“), které umožňují přístup k vnitřním hodnotám a které ostatní třídy využívají (volají), aby získaly či modifikovaly hodnoty v daném objektu.
Tento mechanismus není unikátní v objektově orientovaném programování. Implementace abstraktních datových typů (např. modulů) nabízí podobnou formu zapouzdření. Tato podobnost vyplývá z faktu, že se oba pojmy zakládají na matematickém fundamentu existečního typu.